# Il fattore umano (film)
Il fattore umano (The Human Factor) è un film del 1979 diretto da Otto Preminger e basato sull'omonimo romanzo di Graham Greene del 1978.

## Trama
(Otto Preminger - intervista con Gordon Gow, in Films and Filming, 1979)
Londra. Presso il quartier generale dei servizi segreti sembra essersi verificata una fuga di notizie a partire da una precisa sottosezione. Il capo del servizio segreto fa partire un'indagine che genera sospetti e tensioni fra i vari personaggi.
Il colonnello Daintry è incaricato di scoprire chi è l'agente che ha fatto il doppio gioco. Spietato e solitario, un matrimonio fallito alle spalle, Daintry è conosciuto per il rigore che adotta contro ogni agente che tradisce il proprio paese.
Ci sono poi il generale Tomlinson, veterano del servizio, e il dottor Percival, che considera lo spionaggio una partita da giocare con astuzia, senza restrizioni etiche o imposizioni dettate dalla coscienza.
Il primo fra i sospettati è Maurice Castle, descritto come uomo pignolo e noioso, ma eccezionale per gli schedari; Castle è sposato ad un'africana, Sarah, che ama tanto da rinnegare tutti i suoi principi di una vita. La madre di Castle ha in orrore ogni minima forma di disonestà. Davis, assistente di Castle, ha un carattere così esuberante da essere considerato rischioso per il servizio. Altro intruso nella vita di Castle è Cornelius Muller, della polizia segreta sudafricana che, perseguitando Sarah, ha trasformato Castle da fedele servitore dello stato in un uomo tormentato dai dubbi e dalle contraddizioni.